# Stokktind
| Serie Stokktind                                | Serie Stokktind                                                        |
| Technische Daten (Überblick)                   | Technische Daten (Überblick)                                           |
| ---------------------------------------------- | ---------------------------------------------------------------------- |
| Werft:                                         | VEB Schiffswerft „Neptun“, Rostock                                     |
| Ablieferung:                                   | 1965 bis 1968                                                          |
| Außerdienststellung:                           | ab 1988/2008                                                           |
| Vermessung:                                    | 1119 BRT / 776 NRT (499 BRT / 330 NRT)                                 |
| Tragfähigkeit:                                 | 2096 t (1145 t)                                                        |
| Länge über Alles:                              | 75,53 m                                                                |
| Länge zwischen den Loten:                      | 68,46 (67,61 m)                                                        |
| Breite:                                        | 11,50 m                                                                |
| Seitenhöhe:                                    | 5,90 m                                                                 |
| Tiefgang:                                      | 5,10 m (3,69 m)                                                        |
| Antrieb:                                       | 1 × Klöckner-Humboldt-Deutz RBV8M545 Dieselmotor auf 1 × Festpropeller |
| Gesamtleistung:                                | 956 kW bei 390/min                                                     |
| Geschwindigkeit:                               | 10,8 Knoten                                                            |
| Besatzung:                                     | bis zu 16                                                              |
| Daten: Kurze Variante, Volldecker (Freidecker) |                                                                        |

Die Frachtschiffsserie Stokktind ist ein Stückgutschiffstyp der Rostocker Schiffswerft „Neptun“.

## Die Schiffe
Hergestellt wurde die Baureihe von 1965 bis 1968 in 16 Einheiten für norwegische Rechnung. Vorgesehen sind die als Volldecker oder Freidecker einsetzbaren Schiffe vorwiegend für den Transport von Stückgut, Schüttgut, sowie Holzladungen.
Sechs Schiffe der Serie havarierten. Anfang/Mitte der 2010er Jahre standen vermutlich noch drei Schiffe in Fahrt deren Verbleib seitdem ungeklärt ist (die ehemaligen Stokktind, Brunto und Jobella). Der Großteil der Serie wurde aber zwischen 2008 und 2013 abgebrochen.
Die Serie umfasste:
- Erstes Schiff und Namensgeber der Serie war die am 27. April 1965 übergebene Stokktind mit der Baunummer 503. Die in Haugesund beheimatete Stokktind wurde mehrfach verkauft und umgetauft, zuletzt 1983 auf den Namen Palmavera.[1] Seit 2010 steht sie nicht mehr im Register.[2]
- Die Hanseat wurde 1965 übergeben. Vermutlich wurde sie 1988 in Neapel unter ihrem letzten Namen, Maya, abgebrochen.[3]
- Die Brunette wurde 1965 übergeben. Im Jahr 2008 wurde sie unter ihrem letzten Namen Nour abgewrackt.[4]
- Die Gol wurde 1965 übergeben und fuhr seit 1999 unter dem Namen Altawfik Bellah. Sie sank am 21. Februar 2001 im Mittelmeer, südlich der Insel Lampedusa, auf der Position 35° 8′ 0″ N, 12° 44′ 8″ O.[5]
- Die 1965 fertiggestellte Jonika strandete, seit 1983 wieder unter ihrem ersten Namen fahrend am 29. März 1987 vor Baia. 1991 wurde das Wrack geborgen und in Neapel abgebrochen.[6]
- Die 1966 fertiggestellte Jocefa wurde 2013 in Aliaga unter ihrem letzten Namen Toufic K abgebrochen.[7]
- Die 1966 in Dienst gestellte Hanseatic sank am 21. Mai 2007 als Mariam Trans etwa zwölf Seemeilen südwestlich der Stadt Porbandar auf der Position 21° 28′ N, 69° 24′ O.[8]
- Die Brunto fuhr nach einigen Namenwechseln ab 2001/2003 unter dem Namen Krishna P. Zuvor war sie in einen Schüttgutfrachter umgebaut und mit einem bordeigenen Bagger ausgestattet worden. Zuletzt wurde sie 2010 in der Karibik gesichtet. Im Jahr 2012 soll sie noch in Fahrt gewesen sein.[9][10]
- Die 1967 abgelieferte Recto havarierte im Juli 2010 als Voyager I und wurde als Totalverlust abgeschrieben.[11]
- Die 1967 gebaute Fro wurde nach Besitzer- und Namenswechseln 1997 als Sapphire auf einer Reise von Italien und Spanien durch Brand beschädigt. Ende 1999 wurde sie zum Abbruch nach Aliaga geschleppt.[12]
- Tragisch war das Ende der Joanita, die ab 1970 als Telana fuhr. Sie kenterte und sank am 5. August 1977 im Atlantik, auf der Position 49° 10′ N, 6° 45′ W, wobei vier Seeleute ums Leben kamen.[13]
- Mit einem Schiffsverlust endete auch die Karriere der 1967 abgelieferten Josusan, die als Tibania nach einer Kollision am 25. Juni 1982 etwa 8 Seemeilen östlich von Cap Bougaroni strandete und am 17. Juli 1982 auf der Position 37° 42′ 44″ N, 8° 47′ 16″ O sank.[14]
- Die Hansa wurde 1967 abgeliefert. Nach zahlreichen Besitzer- und Namenswechseln wurde sie im September 2010 als Jameela Star auf den Abwrackstrand von Aliaga gesetzt.[15]
- Die 1968 gebaute Brunita wurde 2011 als Tek Mehmet in Aliaga abgebrochen.[16]
- Die 1968 fertiggestellte Ako wurde nach einigen Besitzer- und Namenswechseln 2011 als Princess Ayah in Aliaga abgebrochen.[17]
- Den Abschluss der Baureihe, die komplett an Norwegen geliefert wurde, bildete die am 24. Mai 1968 abgelieferte Jobella, die – zuletzt 1999 in Alex III umbenannt – immer noch in Fahrt ist (Stand: 2014).[18][19]

## Technik
Angetrieben wurden die Schiffe von einem 956 kW leistenden Klöckner-Humboldt-Deutz RBV8M545 Viertakt-Dieselmotor, der direkt auf einen dreiflügeligen Festpropeller mit 1,9 m Durchmesser wirkte.
Die Rümpfe sind in Querspantenbauweise konstruiert und aus Sektionen zusammengefügt. Ab dem siebten Schiff wurde eine verlängerte Variante des Typs Jobella gebaut (78,70 m über Alles und 72,00 m zwischen den Loten). Der Wohn- und Arbeitsbereich ist in achteren, aus seewasserbeständigem Leichtmetall gefertigten, Decksaufbauten angeordnet. Die Rettungsmittel der Baureihe waren beim Bau, ein Motor- und ein Ruderrettungsboot, sowie ein starres Rettungsfloß.
Die zwei Laderäume mit einem Rauminhalt von 2658 m³ Kornraum und 2470 m³ Ballenraum verfügen über Zwischendecks mit wasserdichten Glattdecklukendeckeln, die Laderäume werden durch McGregor-Single-Pull-Lukendeckel mit Schnellverschlüssen seefest verschlossen.
Das Ladegeschirr besteht aus vier 5/3-Tonnen Ladebäumen, die auch im gekoppelten Betrieb mit einer 8-Tonnen-Traverse betrieben werden können.